# アーチボルド・プリムローズ (初代ローズベリー伯爵)
初代ローズベリー伯爵アーチボルド・プリムローズ（英語: Archibald Primrose, 1st Earl of Rosebery、1661年/1664年12月18日 – 1723年10月20日）は、スコットランド貴族、政治家。

## 生涯
初代準男爵アーチボルド・プリムローズと2人目の妻アグネス・グレイ（Agnes Gray、サー・ウィリアム・グレイの娘）の息子として、1661年/1664年12月18日に生まれた。青年期は外国を旅し、ハンガリー王国軍に従軍した。
ジェームズ2世および7世のスコットランド政策に反対したため、中傷的な言葉で国王の不興を買ったとして1688年6月26日に枢密院に召喚されたが、ベリック公爵のとりなしで取り消された。同年の名誉革命の後、王配ジョージの寝室侍従に任命され、1708年にジョージが死去した後も毎年600ポンドの賃金が引き続き年金として与えられた。1695年にエディンバラシャー選挙区からスコットランド議会の議員に選出され、1700年4月1日にローズベリー子爵とプリムローズ＝ダルメニー卿に叙された。1702年にアン女王が即位すると枢密顧問官に任命され、1703年4月10日にローズベリー伯爵、インヴァーカイシング子爵、ダルメニー＝プリムローズ卿（いずれもスコットランド貴族）に叙された。
その後、イングランド王国との合同条約の交渉におけるスコットランド代表の1人になり、1707年にスコットランド貴族代表議員に当選した（1708年、1710年、1713年に再選）。1723年10月20日に死去、長男ジェームズが爵位を継承した。

## 家族
1691年2月3日、ドロシア・クレシー（Dorothea Cressy、エヴェリンガム・クレシー（Everingham Cressy）の娘）と結婚、6男6女を儲けた。
- ジェームズ（1691年 – 1765年） - 第2代ローズベリー伯爵
- メアリー（1746年12月17日没） - 1724年11月19日、第2代準男爵アーチボルド・プリムローズと結婚、子供あり
- マーガレット（1785年10月7日没） - 1738年12月15日、第9代ケイスネス伯爵（英語版）アレクサンダー・シンクレアと結婚、子供あり